# Санта-Крус-ди-Гояс
Санта-Крус-ди-Гояс (порт. Santa Cruz de Goiás) — муниципалитет в Бразилии, входит в штат Гояс. Составная часть мезорегиона Юг штата Гойас. Входит в экономико-статистический микрорегион Пирис-ду-Риу. Население составляет 3624 человека на 2006 год. Занимает площадь 1108,920 км². Плотность населения — 3,3 чел./км².
Праздник города — 29 августа.

## История
Город основан 29 августа 1927 года. 

## Статистика
- Валовой внутренний продукт на 2003 год составляет 30 863 823,00 реалов (данные: Бразильский институт географии и статистики).
- Валовой внутренний продукт на душу населения на 2003 год составляет 8684,25 реала (данные: Бразильский институт географии и статистики).
- Индекс развития человеческого потенциала на 2000 год составляет 0,782 (данные: Программа развития ООН).